# Fundacja Dziedzictwa Kulturowego
Fundacja Dziedzictwa Kulturowego – polska organizacja społeczna zajmująca się ochroną zabytków i promocją dziedzictwa kulturowego.
Fundacja Dziedzictwa Kulturowego została założona w 2012 r. z inicjatywy dr. Michała Laszczkowskiego i Pawła Wilskiego. Fundacja realizuje liczne projekty edukacyjne, wolontariackie oraz konserwatorskie. Prowadzi prace konserwatorskie w Polsce, na Białorusi, we Francji, na Łotwie, w Mołdawii na Ukrainie oraz we Włoszech.

## Konserwacje
Podstawowym zadaniem fundacji jest organizacja i prowadzenie prac konserwatorskich przy obiektach zabytkowych w Polsce i za granicą.

### Projekty na Białorusi
- Renowacja Kościoła Farnego w Nowogródku
- Renowacja nagrobków na Cmentarzu przy ul. Puszkińskiej w Brześciu

### Projekty we Francji
- Renowacje nagrobków na różnych cmentarzach
- Renowacja ambony w Kościele w Dourges

### Projekty na Łotwie
- Renowacja iluzjonistycznego ołtarza głównego w Kościele w Przydrujsku
- Kwatera rodziny Platerów Zyberków w Patmali

### Projekty na Ukrainie
- Renowacja kolegiaty Świętej Trójcy w Ołyce
- Renowacja nagrobków na Cmentarzu Łyczakowskim we Lwowie
- Renowacja nagrobków na Cmentarzu Bazyliańskim w Krzemieńcu
- Renowacja Kościoła pw. Św. Mikołaja Biskupa w Kamieńcu Podolskim
- Renowacja Kolegiaty Św. Wawrzyńca w Żółkwi
- Renowacja Kościoła Chrystusa Króla w Kutach
- Renowacja pomnika Bartosza Głowackiego we Lwowie
- Renowacja pomnika Teofila Wiśniowskiego we Lwowie
- Renowacja epitafiów Teofili i Marka Sobieskich w Żółkwi
- Renowacja Epitafium Adama Kisiela w Niskieniczach (Nowowołyńsk)

### Projekty we Włoszech
- Renowacja nagrobków na cmentarzu Campo Verano w Rzymie

### Projekty w Polsce
- Renowacja nagrobków na cmentarzu żydowskim przy ul. Okopowej w Warszawie’
- Renowacja nagrobków na cmentarzu tatarskim w Studziance
- Renowacja nagrobków na cmentarzu tatarskim w Zastawku
- Renowacja nagrobków żołnierzy Ukraińskiej Republiki Ludowej na cmentarzu prawosławnym w Warszawie

## Wolontariat
FDK prowadzi szeroko zakrojone prace wolontariackie w Polsce (na cmentarzach tatarskich i żydowskich) oraz na Ukrainie (na terenie Wołynia i Tarnopolszczyzny). W ramach działań wolontariackich przeprowadzono inwentaryzację nagrobków polskich na cmentarzach w Latgalii (danych Inflantach Polskich) na Łotwie.

## Stypendium
Stypendium Fundacji Dziedzictwa Kulturowego przyznawane jest od 2014 r. dyplomantom Wydziałów Konserwacji i Restauracji Dzieł sztuki na realizację pracy dyplomowej. Prace dyplomowe, na realizację których przyznawane było dotychczas stypendium, realizowane były w Kamieńcu Podolskim, w Horyńcu Zdroju, we Lwowie oraz w Krakowie.

## Gala Fundacji
Doroczna uroczystość organizowana przeważnie w kwietniu każdego roku, podczas której oprócz prezentacji działań Fundacji, zasłużeni dla ochrony dziedzictwa kulturowego konserwatorzy, historycy sztuki i działacze społeczni otrzymują wyróżnienia. Wręczane jest także stypendium Fundacji. W 2016 r. podczas Gali Fundacji na Zamku Królewskim w Warszawie na ręce ordynariusza łuckiego ks. bp. Witalija Skomorowskiego Zarząd Fundacji przekazał zrekonstruowany obraz patronki Wołynia do Kolegiaty Świętej trójcy w Ołyce, gdzie po zakończeniu prac konserwatorskich erygowane będzie pierwsze na Wołyniu rzymskokatolickie sanktuarium maryjne.

## Fundusz wieczysty na rzecz Cmentarza Żydowskiego w Warszawie
W grudniu 2017 r. na mocy specjalnej ustawy ustanowiony przy Fundacji fundusz wieczysty przeznaczony na renowację cmentarza żydowskiego przy ul. Okopowej w Warszawie został zasilony kwotą 100 mln złotych. Sam kapitał jest inwestowany w tzw. bezpieczne instrumenty finansowe i pozostaje nienaruszony. Wypracowane zyski są inwestowane w renowację cmentarza.